# Gråkindad bulbyl
Gråkindad bulbyl (Alophoixus tephrogenys) är en fågelart i familjen bulbyler inom ordningen tättingar.

## Utseende och läte
Gråkindad bulbyl en stor bulbyl med en kort brun tofs, grått ansikte, vit sutrpe, grönbrun rygg och smutsgult på bröst och buk. Den korta tofsen skiljer den från liknande vitstrupig bulbyl och ockrabulbyl, medan den bruna hjässan och mer färglös undersida separerar den från gulbukig bulbyl. Sången är högljudd och varierad, med en gladlynt och upprepat ström av olika toner, inklusive melodiska "chew" och hårdare skallrande och skällande ljud.

## Utbredning och systematik
Fågeln förekommer i Sydostasien och delas in i två underarter med följande utbredning:
- Alophoixus tephrogenys tephrogenys – Malackahalvön och östra Sumatra
- Alophoixus tephrogenys gutturalis – Borneo

Arten behandlades tidigare som en del av Alophoixus bres. Även gutturalis kan utgöra en egen art.

## Levnadssätt
Arten hittas i låglänta områden och lägre bergstrakter i både ursprunglig och uppväxande skog, men även i igenväxta plantage och trädgårdar.

## Status
Gråkindad bulbyl har ett stort utbredningsområde, men minskar relativt kraftigt i antal till följd av habitatförstörelse och fångst för burfågelhandeln, så pass att den är upptagen naturvårdsunionen IUCN:s röda lista för utrotningshotade arter, listad i kategorin sårbar (VU).

## Namn
Arten har övertagit det svenska trivialnamnet gråkindad bulbyl från Alophoixus bres efter att den urskilts som egen art. Den senare har tilldelats det nya namnet brunkindad bulbyl.